# Bloder

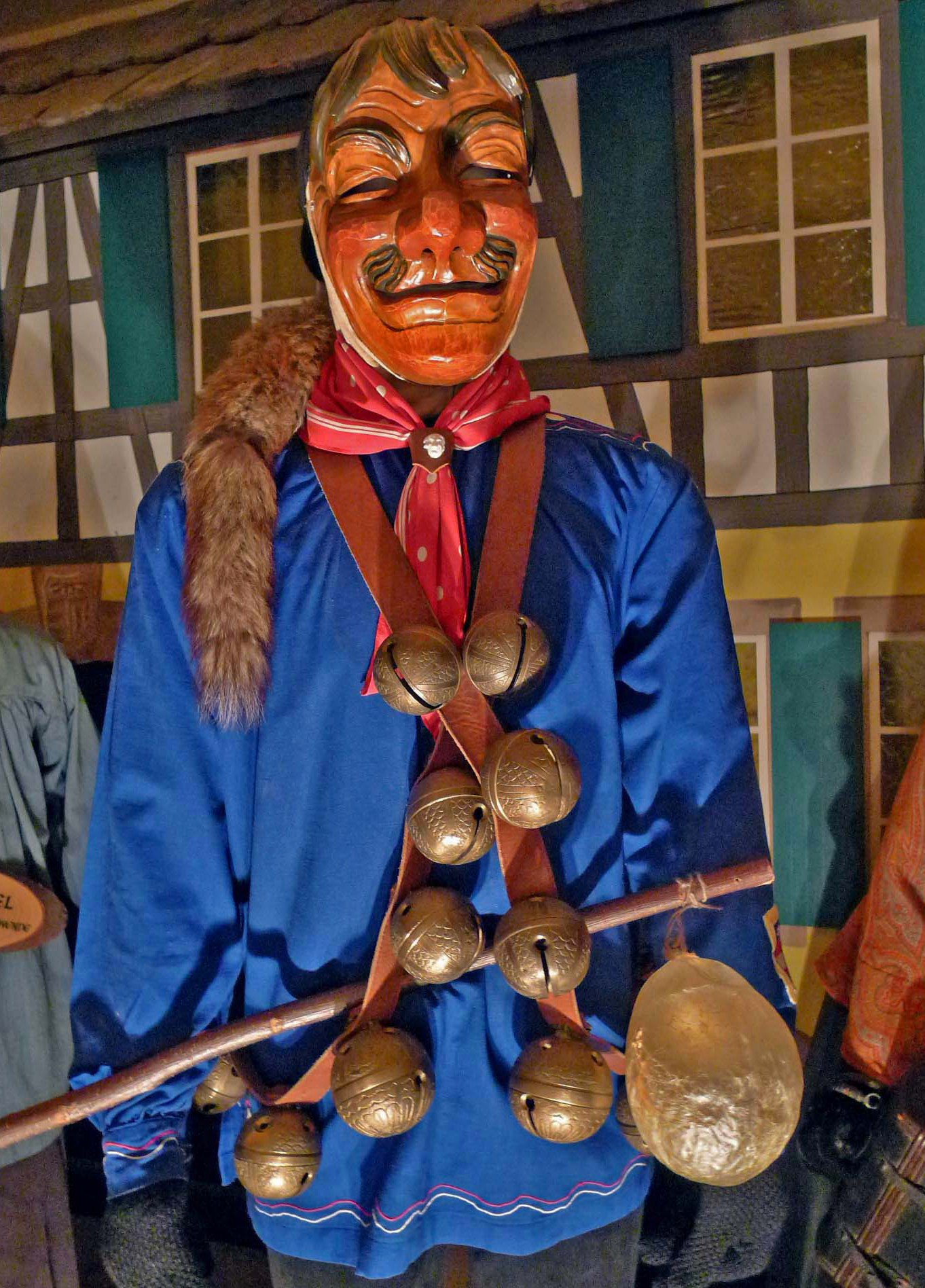
Der Welle-Bengel aus Kenzingen trägt eine Saubloder

Blåder ['blɒ:dər] (so zentralschwäbisch, ostschwäbisch auch Bloadr) bezeichnet im Schwäbisch-Alemannischen die „Harnblase des Menschen und der Tiere“, sowie auch Blasen auf der Haut, z. B. Brandblasen. Das schwäbische „Blåder“ ist verwandt mit dem gleichbedeutenden englischen „bladder“.
Im alemannischen Fasnetsbrauch wird eine Saublåder an einem Holzstecken oder Farrenschwanz (Penis eines jungen Stiers) befestigt und bei Umzügen werden damit besonders die jungen Frauen berührt (nicht geschlagen). Vor der Fastenzeit waren früher durch die verstärkten Schlachtungen Schweinsblasen reichlich vorhanden. Die Saublåder gilt als Symbol für die Fleischlichkeit, das Schlagen als symbolischer Akt der Fruchtbarmachung und die „leere Hülle“ als Sinnbild für die Vergänglichkeit alles Irdischen. Gleichzeitig ist die leere Blase ein Abbild des Narren selbst (französisch fou und englisch fool „Narr“ sind abgeleitet von lateinisch follis „leerer Sack“).
Aus diesem Symbol für die Fruchtbarkeit und Fleischlichkeit, Aufgeblasenheit entwickelte sich Blåder als derbes schwäbisches Schimpfwort für eine als dumm oder blöd empfundene Frau.
Da die gefasste Libelle einer Wasserwaage eine Luftblase enthält, wird im Schwäbischen dieses Werkzeug auch als Blôdr bezeichnet.